# الكريم (حماة)
الكريم قرية في منطقة السقيلبية التابعة لمحافظة حماة في سورية. تقع في سهل الغاب.